# Presidente de Sri Lanka
El presidente del la República Democrática Socialista de Sri Lanka es elegido directamente en votación popular por un mandato de 5 años (reelegible una vez), y ocupa una función de jefe de Estado, jefe de gobierno (conjuntamente con el primer ministro) y comandante en jefe de las fuerzas armadas.

## Creación
El cargo fue creado el 22 de mayo de 1972 cuando fue aprobada la nueva constitución que abolía la monarquía de la Mancomunidad.[cita requerida]

## Facultades
El presidente de la República posee las siguientes facultades dentro de la Constitución:
- Convocar a sesión al Parlamento, prorrogar el tiempo por el cual fue elegido dicho órgano y disolverlo con el fin de adelantar las elecciones
- Solicitar un referéndum siempre en cumplimiento con la ley.
- Realizar el mensaje de situación del estado ante el Parlamento
- Presidir las sesiones ceremoniales del Parlamento.
- Nombrar los funcionarios del cuerpo diplomático, así como reconocer a diplomáticos extranjeros.
- Nombrar al primer ministro y otros ministros del Gabinete de Ministros, el presidente del Tribunal Supremo y otros jueces de la Corte Suprema.
- Declarar estado de guerra y hacer la paz.
- Otorgar clemencia ejecutiva

## Listado
| Presidente | Presidente | Presidente                             | Inicio                   | Fin                      | Partido                             | Elecciones presidencialesGobierno | Elecciones presidencialesGobierno | Parlamento |
| ---------- | ---------- | -------------------------------------- | ------------------------ | ------------------------ | ----------------------------------- | --------------------------------- | --------------------------------- | ---------- |
|            |            | William Gopallawa (1897-1981)          | 22 de mayo de 1972       | 4 de febrero de 1978     | Independiente                       |                                   | - (Sirimavo Bandaranaike II)      | 1 A.N.     |
|            |            | Junius Richard Jayewardene (1906-1996) | 4 de febrero de 1978     | 2 de enero de 1989       | Partido Nacional Unido              |                                   | 1982 (Jayewardene)                | 2 A.N.8    |
|            |            | Ranasinghe Premadasa (1924-1993)       | 2 de enero de 1989       | 1 de mayo de 1993        | Partido Nacional Unido              |                                   | 1988 (Premadasa)                  | 9          |
|            |            | Dingiri Banda Wijetunga (1916-2008)    | 1 de mayo de 1993        | 12 de noviembre de 1994  | Partido Nacional Unido              |                                   | - (Wijetunga)                     | 910        |
|            |            | Chandrika Kumaratunga (1945-)          | 12 de noviembre de 1994  | 19 de noviembre de 2005  | Partido de la Libertad de Sri Lanka |                                   | 19941999 (Kumaratunga)            | 10111213   |
|            |            | Mahinda Rajapaksa (1945-)              | 19 de noviembre de 2005  | 9 de enero de 2015       | Partido de la Libertad de Sri Lanka |                                   | 20052010 (Rajapaksa)              | 1314       |
|            |            | Maithripala Sirisena (1951-)           | 9 de enero de 2015       | 18 de noviembre de 2019  | Partido de la Libertad de Sri Lanka |                                   | 2015 (Sirisen)                    | 1415       |
|            |            | Gotabaya Rajapaksa (1949-)             | 18 de noviembre de 2019  | 13 de julio de 2022      | Partido de la Libertad de Sri Lanka |                                   | 2019 (Sirisen)                    | 1415       |
|            |            | Ranil Wickremesinghe (1949-)           | 13 de julio de 2022      | 23 de septiembre de 2024 | Partido Nacional Unido              |                                   | - (Wickremesinghe)                | 15         |
|            |            | Anura Kumara Dissanayake (1968-)       | 23 de septiembre de 2024 | Presente                 | Frente de Liberación Popular        |                                   | 2024 (Dissanayaka)                | 16         |